# Jana Leo
Jana Leo (Madrid, 1965) és una artista visual multidisciplinària espanyola. S'ha format professionalment entre Madrid i els Estats Units. Va començar la seva obra aventurant-se en el videoart i la fotografia però actualment se la considera una artista multidisciplinària, ja que compta amb una extensa obra en diferents arts com el vídeo, la fotografia, l'assaig o l'arquitectura. A través de les seves obres ha exposat la intimitat a l'espai públic i ha relacionat art i ciutat. Les seves obres s'han exposat tant a Espanya com als Estats Units.

## Trajectòria professional
Jana Leo va néixer a Madrid l'any 1965. Entre 1985 i 1990 es va llicenciar en Pedagogia i Filosofia a la Universitat Autònoma de Barcelona. Posteriorment, entre 1992-1994 va realitzar un Màster en Teoria de l'art a l'Institut d'Estètica i Teoria de les Arts. A més a més, és de Doctora en Filosofia por la Universitat Autònoma de Madrid (2000) i va realitzar un Máster en Arquitectura en la Universitat de Princeton (2000), que va becar part dels seus estudis. També ha rebut la Beca Pollock i la Marcelino Botín.
Durant set anys (2000-2007) es va dedicar a la docència fent classes de Conceptes d'art, arquitectura i estètica en Cooper Union University en Nova York i de Projectes en Syracuse. Això li ha portat a viure durant molts anys entre Princeton (EUA) i Madrid. En 2007, va crear a Nova York Civic Gaps, un centre d'estudis dedicat a l'estudi dels espais buits o abandonades en la ciutat. Un any després, en novembre de 2008 va crear amb el suport d'una ajuda d'acció cultural del Ministeri de Cultura, la Fundación Mosis, amb un enfocament més ampli i que es compromet a connectar les ciutats amb l'art.
A més d'artista i docent, Jana Leo també ha desenvolupat la seva carrera com analista i crítica. Així, ha format part del consell editorial de revistes com El paseante i escrit articles per catàlegs i llibres.
En l'àmbit de l'arquitectura, ha estat col·laboradora associada amb OSA- Office for Strategic Artchitecture i ha treballat en els concursos d'arquitectura: Europan 2003, Viviendas en Atocha EMV 2003, Orcasitas vivienda social 2003 i AZCA 2006.

## Obra
Jana Leo és una artista conceptual i multidisciplinària, ja que ha treballat en videocreació, escriptura, vídeo, super-8, cinema, fotografia, assaig i arquitectura.
En el món del videoart, la seva obra es pot emmarcar dins la tendència narrativa, és a dir, se situa entre aquells videoartistes que expliquen històries íntimes d'una manera única i personal a través del llenguatge visual i literari.
Com artista multidisciplinària, la seva obra sempre ha tingut un eix comú: la col·laboració i l'anonimat. La seva obra ha seguit diverses direccions: una part se situa entre l'espai públic i íntim i l'altra part en la qual relaciona art i ciutat.  

### Espai públic i íntim
Una de les direccions de la seva obra està enfocada en afrontar la intimitat pública. Per exemple, a Histérica (1997), Jana Leo, després de discutir amb la seva parella, grava una videocarta en la qual, mirant directament a la càmera, es desfoca explicant tot el que ha callat durant la discussió.
També al projecte A, l'artista mostra la seva intimitat als altres a través d'una exposició fotogràfica de lo quotidià que tracta temes com l'amor, la mort, el cos, la tendresa o la violència. Altres obres de Leo que s'emmarquen en aquesta direcció són els vídeos de super-8 Corte de pelo, Sin nombre, Limpiar el baño o Polvo.
Algunes de les seves obres tenen com a objectiu provocar situacions d'enfrontament entre desconeguts. Un exemple és Escribiendo cartes de amor, de la sèrie Public Intimacy, a l'estudi en Nova York en 2005 i on ofereix la redacció d'una carta d'amor. Les cartes es fotocopiaven i es posaven en una estanteria a la paret perquè els visitants se la poguessin emportar, formant un nou espai íntim. En altres ocasions, la seva obra ha posat el sexe en el centre del dilema de la intimitat pública. És el cas de Peep-show, que es va exhibir a la Galeria Buades de Madrid l'any 1995. En aquesta obra, Jana Leo exhibia al mateix temps que explorava les seves experiències sexuals a través d'un peep-show (un espectacle que es veu a través d'un petit forat) i demanava als espectadors que li fessin fotografies. L'exposició també incloïa fotografies que, manipulades amb diferents materials, mostraven l'automutilació o la negació del mateix cos.

### Art i ciutat
Altra direcció de la seva obra apunta cap a accions col·lectives en les que relaciona art i ciutat. A Flying Paper Airplanes, Leo es va apropiar del hall del MoMa per volar avions de paper amb el text “As a Mall I really Like MoMa”. Amb aquesta acció, l'artista buscava posar en dubte la funció de l'art i l'arquitectura en els grans museus.
En 2009, va dur a terme a Madrid el projecte col·lectiu Reserva Ciudad, que tracta de millorar la vessant intel·lectual i existencial de la ciutat. L'experiment consistia en rutes de turistes per la ciutat que anaven acompanyats d'artistes, arxius i un gps. A través de la fotografia, el projecte buscava donar-li visibilitat a aquells aspectes urbans que són oblidats per altres formes d'oci i cultura. El projecte Reserva Ciudad va començar en 2006 després d'unes discussions de Jana Leo i Gabriel Park sobre els canvis que s'estaven produint en la ciutat de Nova York.

### Publicacions
Com analista, Leo ha escrit diversos articles sobre arquitectura. Tanmateix, el seu primer assaig no arriba fins a 2006 amb la publicació d'El viaje sin distancia, en el qual analitza, entre altres aspectes, el canvi de valors de la cultura contemporània i la influència de les noves tecnologies en la vida domèstica.
En 2007, Jana Leo va ser violada al seu apartament a Harlem, a Nova York. Quatre anys després, el 2011, l'artista va publicar Rape in New York, un llibre on analitza com la violència va més enllà de la violació i es relaciona amb la burocràcia de la ciutat, la mala gestió de les propietats i un sistema judicial defectuós.

### Exposicions
A continuació, un recull de les exposicions a través de les quals Jana Leo ha donat a conèixer la seva obra tant a Espanya com els Estats Units.
Individuals
- 2009. Rape New York, an open archive- Invisible Exports, Nueva York.
- 2007. As a mall I really like Moma II- Action at MoMa: Architecture souvenirs
- 2006. As a mall I really like Moma - Action at MoMa: Flying papers airplanes
- 2005. Objects of word Open Studios at ISCP International Studio Program. Nova York.
- 2004. Situation-Public Intimacy (Instal·lació-acció). Open Studios en ISCP Nova York.
- 2003. The after lovers (Vídeo musical) Casa América, Madrid, amb Ángel Borrego
- 2002. Rape-room (instal·lació)
- Project Room, ARCO, Madrid.
- 1999. Smell of death (fotografia) Steffany Marz Gallery, Nova York
- Teddy Bears II (instal·lació) Javier Lopez Gallery, Madrid.
- A. (fotografia, llibres i vídeo) Museo de Arte Contemporáneo Reina Sofia, Madrid
- 1997. Colecciona una cuerpo (fotografia) Galeria Buades, Madrid
- Colecciona un cuerpo Sala Mestizo – Múrcia, Espanya
- Retratos. (vídeo) ARCO International Art Fair.
- 1996. White death (fotografia) Centre Cívic Can Basté, Barcelona.
- Retratos. (vídeo) Canal Plus TV.
- 1995. Retratos (vídeo) Metropolis TV.
- Blindly taking pictures (fotografia) Centre Cívic Can Baste, Barcelona.
- 1994. White death (fotografia) Centro Cultural, Alcorcón, Madrid.
- Eagerness (fotografia) Universidad Complutense de Madrid, Madrid.
- AIDS (fotografia) FNAC. Madrid.

Col·lectives
- 2007. Line drawings, Queens Library Gallery.
- The Intruder (video instal·lació) en A TRAVES DE PAREDES, Canaries, Espanya
- The Intruder (video instal·lació) en A TRAVES DE PAREDES, Girona, Espanya
- Frozen Memory a Biennal de València, Espanya.
- 2006. Progress with poetry a Peekskill Project, Nova York.
- 2005. Writing love letters a PARDON ME. –Liane and Danny Taran Gallery Montreal
- Just for you and senxo loop, Video festival. Barcelona
- 2004. From New York with love. Covivant Gallery. Florida
- 2003. Fluid encounters (public art) W/ Bengala. Lavabos del New Museum, Nova York.
- Not watch/ watch not touch (performance) on the Theater: Collective
- Unconciouss a Ludlow St. Nova York